# Biblioteca filosofica
Biblioteca filosofica è una collana della casa editrice Adelphi fondata nel 1980. Pubblica pochi volumi di filosofi, a volte in prima edizione italiana, con ricerche originali o lezioni e lettere a cura di studiosi noti. Ad aprile 2025, comprende 42 opere.
I volumi sono rilegati con sopraccoperta marrone chiaro.

## Volumi pubblicati
- 1. Emanuele Severino, Destino della necessità, 1980
- 2. Giorgio Colli, La ragione errabonda, 1982
- 3. Martin Heidegger, Segnavia, 1987
- 4. Giorgio Colli, La natura ama nascondersi, 1988
- 5. Martin Heidegger, La poesia di Hölderlin, 1988
- 6. Emanuele Severino, Il giogo, 1989
- 7. Ludwig Wittgenstein, Osservazioni sulla filosofia della psicologia, 1990
- 8. Massimo Cacciari, Dell'Inizio, 1990
- 9. Carl Schmitt, Il nomos della terra, 1991
- 10. Martin Heidegger, Il principio di ragione, 1991
- 11. Martin Heidegger, Nietzsche, 1994
- 12. Ludwig Wittgenstein, Lezioni 1930-1932, 1995
- 13. Emanuele Severino, Tautótes, 1995
- 14. Alexandre Kojève, Introduzione alla lettura di Hegel, 1996
- 15. Martin Heidegger, L'essenza della verità, 1997
- 16. Giorgio Colli, Zenone di Elea, 1998
- 17. Martin Heidegger, Parmenide, 1999
- 18. Emanuele Severino, L'anello del ritorno, 1999
- 19. Martin Heidegger, I concetti fondamentali della filosofia antica, 2000
- 20. Emanuele Severino, La Gloria, 2001
- 21. Martin Heidegger, Conferenze di Brema e Friburgo, 2002
- 22. Giorgio Colli, Gorgia e Parmenide, 2003
- 23. Martin Heidegger, Fenomenologia della vita religiosa, 2003
- 24. Massimo Cacciari, Della cosa ultima, 2004
- 25. Emanuele Severino, Oltrepassare, 2007
- 26. Martin Heidegger, Contributi alla filosofia, 2007
- 27. Leo Strauss e Alexandre Kojève, Sulla tirannide, 2010
- 28. Emanuele Severino, L'intima mano 2010
- 29. Alexandre Kojève, La nozione di Autorità, 2011
- 30. Emanuele Severino, La morte e la terra, 2011
- 31. Ludwig Wittgenstein, Lettere 1911-1951, 2012
- 32. Martin Heidegger, Il «Sofista» di Platone, 2016
- 33. Massimo Cacciari, Labirinto filosofico, 2014
- 34. Emanuele Severino, Dike, 2015
- 35. Carl Schmitt, Stato, grande spazio, nomos, 2015
- 36. Emanuele Severino, Storia, Gioia, 2016
- 37. Martin Heidegger, Concetti fondamentali della filosofia aristotelica, 2017
- 38. Jacob Taubes e Carl Schmitt, Ai lati opposti delle barricate, 2018
- 39. Emanuele Severino, Testimoniando il destino, 2019
- 40. Martin Heidegger, L'inizio della filosofia occidentale. Interpretazione di Anassimandro e Parmenide, a cura di P. Trawny e P. Gurisatti, 2022
- 41. Massimo Cacciari, Metafisica concreta, 2023
- 42. Ludwig Wittgenstein, Lezioni 1932-1935, 2025